# 龙津路
龙津路是位于中华人民共和国广东省广州市的一条呈“┏━”走向的道路，全长约2.3公里，宽10至17米。全路分东、中、西三段，东起人民中路至康王中路为龙津东路，往西至华贵路为龙津中路，再往西至荔湾湖公园前向南折名为龙津西路。道路两旁骑楼众多，具有浓厚的西关特色。

## 歷史
龍津東路口原是「第六甫水腳」，由光復路口到紫來市場一段原是「青紫坊」，由此至帶河路尾一段原是「蘆排巷」。龍津中路原是「龍津橋」和「龍津大街」。龍津西路原是「三聖社大街」。再西是「恩洲直街」及「恩洲七、八約」。
清末到中華民國初年，此處與和平路、長壽路等，集中當時廣州的名中醫，故有中醫街的稱呼。
龙津路于1930年扩建成道路，因附近有龙津桥故名龙津路。文化大革命時期，龍津西、中、東三段路，曾分別命名為“向陽一路”、“向陽二路”、“向陽三路”，1982年復名。
1990年代尾左右開始，龙津路成為了宵夜一条街，据悉鼎盛时这里的宵夜规模，就如往後的宝业路、员村二横路般。在2003年前嘉华野味海鲜酒家（後嘉华海鲜酒家）是最出名的蛇餐食肆，不少街坊都會慕名而來。据介绍生意最鼎盛时，一天就可以卖掉150公斤蛇，当时门口的蛇笼堆得比人还高。到非典疫情后，食肆改名，食客也大减。

## 沿路建築
- 榮華樓
- 小畫舫齋
- 向群飯店（向群冰室）

## 与之交汇道路
- 道路顺序由东往西排列，粗体字为主干道
- 人民中路、惠福西路
- 光复北路、光复中路
- 康王中路
- 文昌北路
- 华贵路
- 逢源路
- 泮塘路
- 宝源路
- 多宝路、恩宁路

## 公共交通
地鐵：
- 广州地铁1号线西門口站

鄰近龍津東路位置有出入口。
- 广州地铁1号线、广州地铁8号线陳家祠站

鄰近龍津中路位置有出入口。
- 广州地铁5号线中山八站

鄰近龍津西路位置有出入口。